# Vögelestal und Oberes Lontal
Das Naturschutzgebiet Vögelestal und Oberes Lontal liegt auf dem Gebiet der Stadt Geislingen an der Steige im Landkreis Göppingen in Baden-Württemberg.
Das Gebiet erstreckt sich südwestlich der Kernstadt Geislingen an der Steige und südöstlich von Türkheim, einem Stadtteil von Geislingen an der Steige. Westlich verläuft die Landesstraße L 1230.

## Bedeutung
Das 89,5 ha große Gebiet ist seit dem 13. September 2001 unter der NSG-Nr. 1.248 als Naturschutzgebiet ausgewiesen. Es handelt sich um ein „typisches Trockentalsystem mit vielfältigen Heckenstrukturen und Feldgehölzen, artenreichen Wacholderheiden, extensiven Wiesenflächen mit Magerrasenanteilen, Steinriegel und offenen Felsbildungen.“ Es ist eine „vielfältige Lebensgemeinschaft der Mittleren Kuppenalb mit zahlreichen biotoptypischen, seltenen, gefährdeten und geschützten Tier- und Pflanzenarten“, ein „abwechslungsreiches und reizvolles Landschaftsbild in einem für die Erholung wichtigen Bereich.“